# Coosje Smid
 (février 2019).
Si vous disposez d'ouvrages ou d'articles de référence ou si vous connaissez des sites web de qualité traitant du thème abordé ici, merci de compléter l'article en donnant les références utiles à sa vérifiabilité et en les liant à la section « Notes et références ».
Coosje Smid, née le 18 février 1990 à Winterswijk,, est une actrice, chanteuse et auteure-compositrice-interprète néerlandaise.

## Filmographie

### Cinéma et téléfilms
- 2010 : Joy : Denise
- 2010 : Docklands : Kira
- 2011 : Vast : Larissa
- 2011 : Eileen : Samira
- 2012 : My Life on Planet B : Lisa
- 2013 : Geen Klote! : Chantal Castelijn
- 2013 : Roffa (nl) : La vendeuse au KFC drive
- 2013 : Steen : Wendy
- 2014 : Sinterklaas & Diego: Het Geheim van de Ring (nl) : Yvette
- 2014 : A'dam - E.V.A. (nl) : Mirthe

## Discographie

### Albums studios
- 2010 : Happy Ending (sorti le 18 juin 2010)
- 2016 : Miami 2016 - Tech House Essential ft. Barbara Tucker, Dariush Eghbali et Easy (sorti le 17 mars 2016)
- 2018 : Borrowed State (sorti le 10 août 2018)